# Ulryk Prunhofer
Ulryk Prunhofer (zm. po 1425?) – cysters, biskup termopilski vel termopoleński 1413, biskup pomocniczy włocławski 1414/15-1417.
Jego imię i nazwisko wskazują na pochodzenie z kraju kręgu niemieckojęzycznego. Był mnichem w cysterskim klasztorze San Salvatoris pod Florencją, gdzie zwano go „Deifosia”. Biskupem  termopilskim vel termopoleńskim (Termopile w Grecji) ustanowił go 5 I 1413 (anty)papież Jan XXIII. 

Być może do Polski sprowadził go biskup Jan Kropidło przebywający na soborze w Konstancji spotykając go w miejscu obrad lub w diecezjach Cesarstwa, przez które podróżował. Może powołał go na urząd sufragana jeszcze przed swoim wyjazdem z kraju. W trakcje soborowych obrad pod koniec 1414 Prunhofer przebywał już w diecezji włocławskiej. Jego działalność jest poświadczona źródłowo dla lat 1415-1417. 15 III 1415 wyświęcił kaplicę żeglarzy na Nowej Grobli w Gdańsku i nadał odpust. 28 II 1417 potwierdził dokument krzyżacki dotyczący kaplicy św. Elżbiety ufundowanej przy gdańskim szpitalu św. Barbary, a także wyświęcił tę kaplicę nadając odpust. Przebywał na terenie Pomorza Gdańskiego a jego siedzibą był Gdańsk. Pełnił także funkcję wikariusza generalnego na pomorską część biskupstwa włocławskiego.
Losy Ulryka po 1417 nie są znane, w 1425 już nie sprawował funkcji sufragana, zmarł po tej dacie.